# Спотыкач (напиток)
Спотыка́ч — восточнославянская наливка из ягод и (или) фруктов. От похожих наливок и ликёров напиток отличается термической обработкой сырья во время приготовления. Крепость спотыкача — 16—22 % объёма, содержание сахара — 18—25 %.
Название наливки, скорее всего, происходит из-за эффекта, который возникает после употребления спотыкача: человек якобы теряет координацию движений и спотыкается. Окрепший от старости мёд, «так что от него тотчас ноги отымаются», назывался мёд-споты́кач. 
Спотыкач производили в Российской империи (в частности, на предприятиях Шустовых). Упоминается в рассказах Саши Чёрного: «Армейский спотыкач», «Катись горошком», «Сырная пасха». В СССР его изготавливали несколько заводов и даже поставляли на экспорт. 
Спотыкач присутствует в ассортименте современных алкогольных производителей. Для изготовления наливки необходимо: 
- сварить густой сироп, влить в него свежевыжатый сок или перетёртые ягоды/фрукты, вскипятить;
- добавить водку (спирт), хорошо перемешать, поставить на небольшой огонь и, не доводя до кипения и непрерывно помешивая, дать наливке загустеть;
- остудить, разлить по ёмкостям, закупорить и хранить в прохладном месте.

Также существует и вариант рецепта спотыкача исключительно со специями: мускатным орехом, корицей, гвоздикой, шафраном, ванилью. На них сначала настаивают крепкий алкоголь, а затем добавляют в него сахар или сироп, а после нагревают.